# Ängbyskogens naturreservat

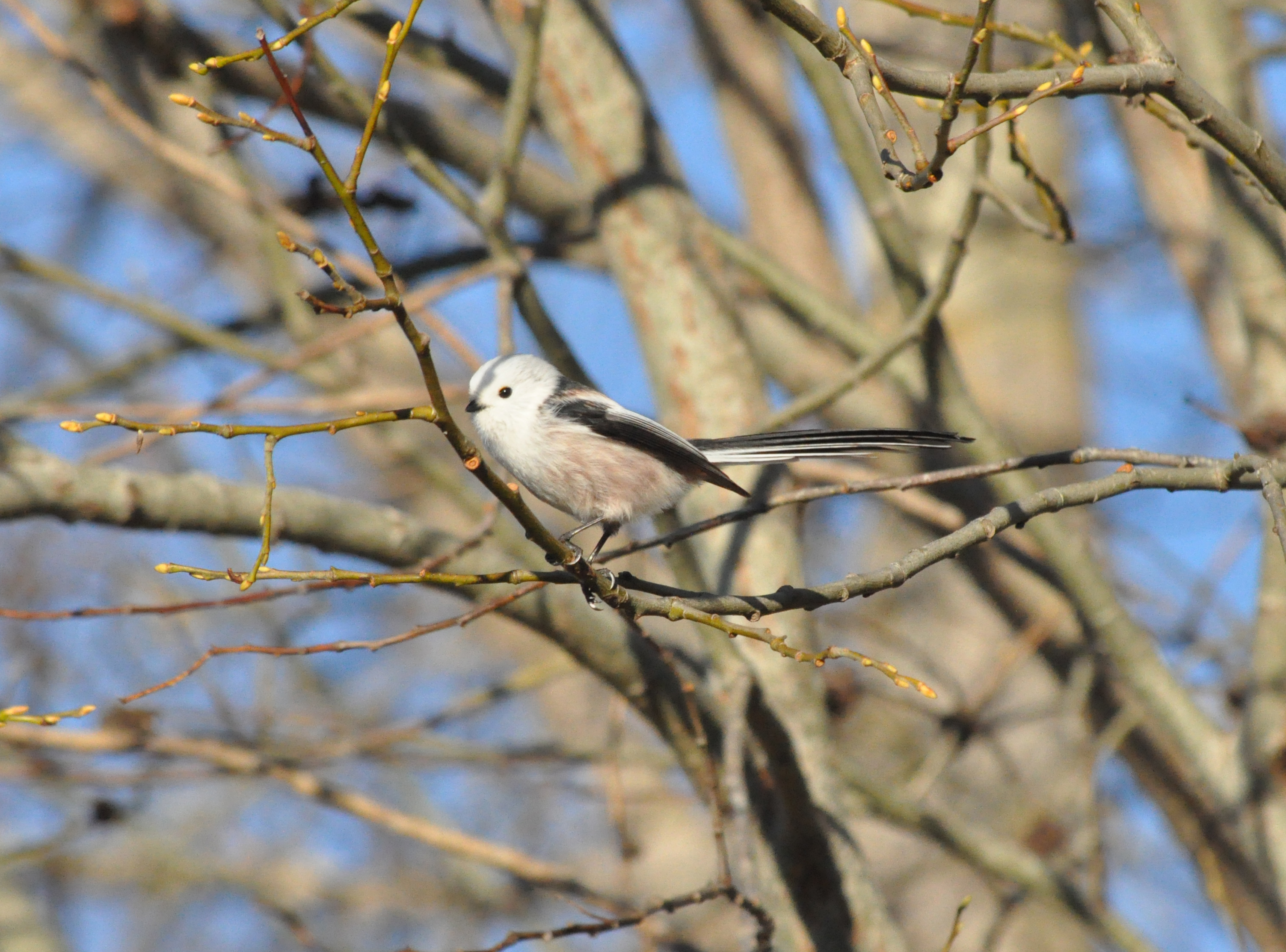
Stjärtmes, Ängbyskogens Naturreservat

Ängbyskogens naturreservat är ett kommunalt naturreservat i Knivsta kommun i Uppsala län.
Området är naturskyddat sedan 2022 och är 79 hektar stort. Reservatet ligger strax nordväst om Knivsta och består av gammal skog och trädklädda betesmarker.